# Heinrich Maria Davringhausen
Heinrich Maria Davringhausen, né le 21 octobre 1894 à Aix-la-Chapelle (Westphalie) et mort le 13 décembre 1970 à Cagnes-sur-Mer (ou Nice) (France), est un artiste peintre allemand de la Nouvelle Objectivité et du réalisme magique.

## Biographie

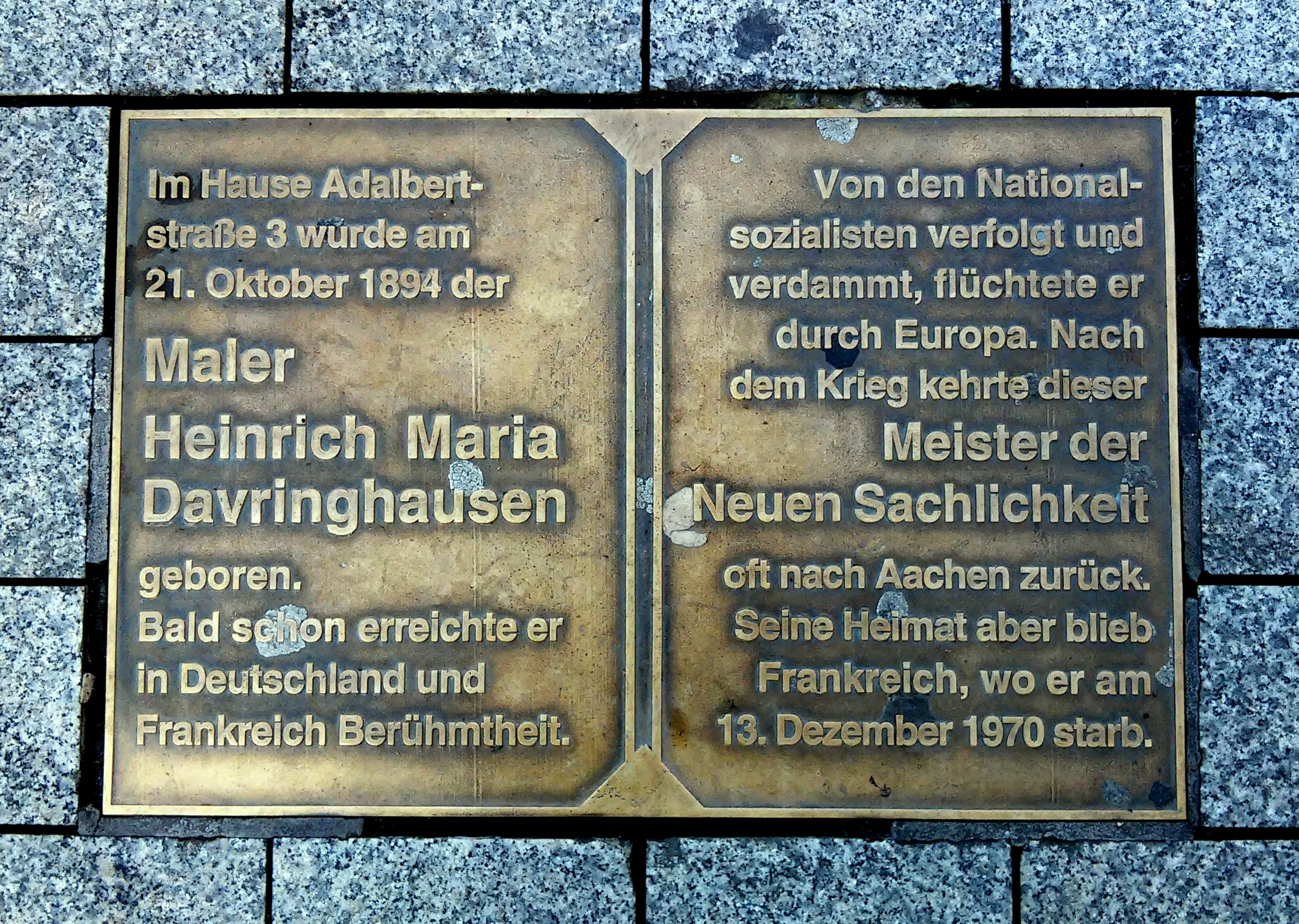
Gedenkstein en souvenir de Davringhausen, à Aix-la-Chapelle.

L’autodafé de l’ère hitlérienne détruisit la majeure partie de son œuvre de 1920-1924 en Allemagne, il figurera dans l’exposition « Entarte Kunst », Art dégénéré ou Tarré.
Dès 1936, il part en exil, en 1939 il se retrouve à Cagnes sur Mer, en 1940 il est interné au camp des Milles.
De 1940 à 1943, il est dans le vieux Cagnes sur Mer avec d’autres peintres amis dont Jean Villeri, Geer Van Velde, etc.
En 1943 occupation de la zone libre, il se refugie en Isère, en Auvergne …pour en 1945 revenir à Cagnes sur Mer pour y rester jusqu’à sa mort.